# Corridoio Mare del Nord-Mediterraneo
Il corridoio Mare del Nord-Mediterraneo è l'ottavo dei nove assi prioritari del sistema di reti transeuropee dei trasporti (TEN-T).

## Percorso
Il Corridoio Mare del Nord-Mediterraneo attraversa quattro nazioni europee: Irlanda, Regno Unito, Francia e Belgio. Lungo la sua rotta passa per: Dublino, Belfast, Cork, Liverpool, Glasgow, Edimburgo, Manchester, Birmingham, Felixstowe, Londra, Southampton, Dover, Calais, Lilla, Parigi, Gand, Anversa, Rotterdam, Amsterdam, Bruxelles, Lussemburgo, Metz, Strasburgo, Digione, Basilea, Lione Avignone e Marsiglia.